# Андре Драммонд
Андре Джамал Драммонд (англ. Andre Jamal Drummond, нар. 10 серпня 1993, Маунт-Вернон, США) — американський професійний баскетболіст, центровий команди НБА «Чикаго Буллз». Гравець національної збірної США. Чемпіон світу 2014 року.

## Ігрова кар'єра
На університетському рівні грав за команду Коннектут Хаскіс (2011–2012). 
2012 року був обраний у першому раунді драфту НБА під загальним 9-м номером командою «Детройт Пістонс». Професійну кар'єру розпочав 2012 року виступами за тих же «Детройт Пістонс», захищав кольори команди з Детройта протягом наступних 8 сезонів. За підсумками дебютного сезону був включений до другої збірної новачків. 3 березня 2014 року в матчі проти «Нью-Йорка» набрав 17 очок та 26 підбирань. 20 березня 2015 року в матчі проти «Маямі Гіт» набрав 32 очки.
3 листопада 2015 року в матчі проти «Індіани» набрав 25 очок та 29 підбирань. 18 грудня в матчі проти «Чикаго Буллз» набрав рекордні для себе 33 очки та зібрав 21 підбирання.
20 січня 2016 року встановив антирекорд НБА, не влучивши 23 штрафних кидки у матчі, перевершивши показник Вілта Чемберлейна у 22 кидки 1 грудня 1967 року. Згодом взяв участь у першому в кар'єрі матчі всіх зірок НБА. Також взяв участь у конкурсі слем-данків. Допоміг «Детройту» вперше з 2009 року пробитися до плей-оф, де, щоправда, він вибув у першому раунді, програвши майбутнім чемпіонам «Клівленд Кавальєрс».
14 грудня 2017 року в матчі проти «Атланти» набрав 12 очок, 19 підбирань та рекордні для себе 8 асистів. Взимку 2018 року вдруге зіграв на матчі всіх зірок НБА. 31 січня став рекордсменом клубу за кількістю підбирань в нападі, зібравши 2431 підбирання.
З 2020 по 2021 рік грав у складі «Клівленд Кавальєрс».
28 березня 2021 року перейшов до складу «Лос-Анджелес Лейкерс».
Наступною командою в кар'єрі гравця була «Філадельфія Севенті-Сіксерс», до складу якої приєднався 4 серпня 2021 року та за яку він відіграв півроку.
10 лютого 2022 року обув обміняний до «Бруклін Нетс».
6 липня 2022 року став гравцем «Чикаго Буллз».

## Виступи за збірну
У складі збірної США взяв участь у Чемпіонаті світу 2014, де завоював золоту медаль.

## Статистика виступів
| * | Лідер ліги |

### Регулярний сезон
| Сезон              | Команда                       | GP  | GS  | MPG  | FG%  | 3P%  | FT%  | RPG   | APG | SPG | BPG | PPG  |
| ------------------ | ----------------------------- | --- | --- | ---- | ---- | ---- | ---- | ----- | --- | --- | --- | ---- |
| 2012–13            | «Детройт Пістонс»             | 60  | 10  | 20.7 | .608 | .500 | .371 | 7.6   | .5  | 1.0 | 1.6 | 7.9  |
| 2013–14            | «Детройт Пістонс»             | 81  | 81  | 32.3 | .623 | .000 | .418 | 13.2  | .4  | 1.2 | 1.6 | 13.5 |
| 2014–15            | «Детройт Пістонс»             | 82* | 82* | 30.5 | .514 | .000 | .389 | 13.5  | .7  | .9  | 1.9 | 13.8 |
| 2015–16            | «Детройт Пістонс»             | 81  | 81  | 32.9 | .521 | .333 | .355 | 14.8* | .8  | 1.5 | 1.4 | 16.2 |
| 2016–17            | «Детройт Пістонс»             | 81  | 81  | 29.7 | .530 | .286 | .386 | 13.8  | 1.1 | 1.5 | 1.1 | 13.6 |
| 2017–18            | «Детройт Пістонс»             | 78  | 78  | 33.7 | .529 | .000 | .605 | 16.0* | 3.0 | 1.5 | 1.6 | 15.0 |
| 2018–19            | «Детройт Пістонс»             | 79  | 79  | 33.5 | .533 | .132 | .590 | 15.6* | 1.4 | 1.7 | 1.7 | 17.3 |
| 2019–20            | «Детройт Пістонс»             | 49  | 48  | 33.8 | .530 | .048 | .584 | 15.8* | 2.8 | 2.0 | 1.7 | 17.8 |
| 2019–20            | «Клівленд Кавальєрс»          | 8   | 8   | 28.1 | .552 | .286 | .513 | 11.1  | 1.8 | 1.5 | 1.4 | 17.5 |
| 2020–21            | «Клівленд Кавальєрс»          | 25  | 25  | 28.9 | .474 | .000 | .597 | 13.5  | 2.6 | 1.6 | 1.2 | 17.5 |
| 2020–21            | «Лос-Анджелес Лейкерс»        | 21  | 21  | 24.8 | .531 | —    | .605 | 10.2  | 1.4 | 1.1 | 1.0 | 11.9 |
| 2021–22            | «Філадельфія Севенті-Сіксерс» | 49  | 12  | 18.4 | .538 | .000 | .512 | 8.8   | 2.0 | 1.1 | .9  | 6.1  |
| 2021–22            | «Бруклін Нетс»                | 24  | 24  | 22.3 | .610 | .000 | .537 | 10.3  | 1.4 | .9  | 1.0 | 11.8 |
| Усього за кар'єру  | Усього за кар'єру             | 718 | 630 | 29.6 | .540 | .132 | .473 | 13.3  | 1.4 | 1.4 | 1.5 | 13.8 |
| В іграх усіх зірок | В іграх усіх зірок            | 2   | 0   | 18.0 | .833 | .000 | —    | 8.0   | .0  | 1.0 | .5  | 15.0 |

### Плей-оф
| Сезон             | Команда                | GP | GS | MPG  | FG%  | 3P%  | FT%  | RPG  | APG | SPG | BPG | PPG  |
| ----------------- | ---------------------- | -- | -- | ---- | ---- | ---- | ---- | ---- | --- | --- | --- | ---- |
| 2016              | «Детройт Пістонс»      | 4  | 4  | 32.8 | .519 | .000 | .324 | 9.0  | .0  | .3  | 1.5 | 16.8 |
| 2019              | «Детройт Пістонс»      | 4  | 4  | 31.8 | .444 | .000 | .429 | 13.0 | 2.3 | 1.5 | 1.3 | 14.3 |
| 2021              | «Лос-Анджелес Лейкерс» | 5  | 5  | 21.0 | .594 | —    | .700 | 11.0 | .0  | .8  | .6  | 9.0  |
| 2022              | «Бруклін Нетс»         | 4  | 4  | 15.0 | .545 | —    | .600 | 3.0  | .8  | 1.3 | .8  | 3.8  |
| Усього за кар'єру | Усього за кар'єру      | 17 | 17 | 24.9 | .510 | .000 | .429 | 9.1  | .7  | .9  | 1.0 | 10.8 |